# San-Marino-Skala
Die San-Marino-Skala ist ein Versuch, Nachrichten, insbesondere im Rahmen des Active SETI oder METI (Messaging to Extra-Terrestrial Intelligence), die von der Erde aus ins All gesendet werden, zu quantifizieren. Sie wird hauptsächlich von den Mitgliedern des SETI-Programms verwendet.

## Geschichte
Die San-Marino-Skala wurde das erste Mal im März 2005 von Ivan Almar auf dem 6th World Symposium on the Exploration of Space and Life in the Universe in San Marino (daher auch der Name) vorgestellt. Im September 2007 nahm die IAA SETI Permanent Study Group auf einem Treffen in Hyderabad, Indien, die San-Marino-Skala offiziell als Werkzeug zur Analyse von Transmissionen von der Erde an. Unter der Leitung von Almar arbeiten seit dem Mitglieder der IAA SETI Permanent Study Group an der Verfeinerung der San-Marino-Skala, insbesondere um mehr Objektivität in die einzelnen Bewertungskriterien zu bringen.

## Bedeutung
Vorausgesetzt man hat sich dafür entschieden, eine Nachricht ins All zu senden, gibt es kontroverse Diskussionen darüber, wie eine solche Nachricht beschaffen sein sollte. Wie soll die Transmission erfolgen und welche Informationen soll sie enthalten? Wie weit soll sich die Menschheit potentiellen Außerirdischen offenbaren? Um den Grad dieser Offenbarung zu bewerten, wurde die San-Marino-Skala geschaffen. Sie soll helfen, verschiedene Inhalte in ein wissenschaftlich fundiertes Verhältnis zueinander zu bringen. Zudem birgt das Senden von Nachrichten ins All gewisse Gefahren. Auch soll die San-Marino-Skala helfen, diese Gefahren zu bewerten.

## Bewertung

### Grundlagen
Die San-Marino-Skala orientiert sich in ihren Grundlagen an der Richterskala (Skala zur Bewertung der Stärke von Erdbeben). Ihr Berechnungssystem ist stark von der Torino-Skala (Skala zur Bewertung der Bedrohung durch erdnahe Asteroiden) und der Rio-Skala (Skala zur Bewertung der Konsequenzen durch die Entdeckung eines außerirdischen Signals), welche ebenfalls z. T. auf der Richterskala basieren, entlehnt. Sie benutzt, wie die beiden vorher erwähnten Skalen, ein zweidimensionales Berechnungssystem, bei dem die Signalstärke, relativ zur Hintergrundstrahlung unserer Sonne, auf der einen Seite, mit der Art und dem Informationsgehalt der Nachricht, auf der anderen Seite, in Relation gebracht wird. Die San-Marino-Skala wird dann wie folgt mathematisch definiert:
SMI = I + C
In dieser Formel steht SMI (San Marino Index) für den Wert auf der San-Marino-Skala. 
I steht für die Signalstärke, relativ zur Hintergrundstrahlung unserer Sonne auf derselben Frequenz und Bandbreite wie das Signal. C steht für die Charakteristik der Nachricht im Bezug zu ihrem Informationsgehalt. 
Insbesondere C ist ein sehr subjektiver Gesichtspunkt und bedarf daher einer permanenten Überarbeitung und Verfeinerung, was dazu führen kann, dass sich die Einstufung einer Nachricht auf der San-Marino-Skala mit der Zeit ändern kann.

### Bewertungsskala
Die Bewertungsskala der San-Marino-Skala ist sehr eng verwandt mit der Bewertungsskala der früher, ebenfalls unter der maßgeblichen Mitwirkung von Ivan Almar, geschaffenen Rio-Skala. Ein entscheidender Unterschied ist, dass die San-Marino-Skala bei 1 und nicht bei 0 beginnt, da jedes gesendete Signal schon von sich aus Informationen preisgibt, ohne dass man den Inhalt entschlüsselt hat. Z. B. die Richtung, aus der das Signal kommt oder die Transmissionsmethode, können Hinweise auf die Herkunft oder die technologische Evolutionsstufe des Absenders geben. Deshalb wäre in der San-Marino-Skala eine Stufe 0, welche absolut keine Relevanz beschreibt, sinnlos.
- 1 = unbedeutend
- 2 = niedrig
- 3 = gering
- 4 = moderat
- 5 = durchschnittlich
- 6 = bemerkenswert
- 7 = hoch
- 8 = weitreichend
- 9 = außergewöhnlich
- 10 = außerordentlich